# Вафандянь
Вафандянь (кит. спр. 瓦房店市, піньїнь: Wăfángdiàn Shì) — місто-повіт на півдні провінції Ляонін.

## Географія
Вафандянь лежить на березі Бохайської затоки Жовтого моря.

### Клімат
Місто знаходиться у зоні, котра характеризується вологим континентальним кліматом зі спекотним літом. Найтепліший місяць — серпень із середньою температурою 23.8 °C (74.8 °F). Найхолодніший місяць — січень, із середньою температурою -7.1 °С (19.2 °F).
| Клімат Вафандяня        | Клімат Вафандяня | Клімат Вафандяня | Клімат Вафандяня | Клімат Вафандяня | Клімат Вафандяня | Клімат Вафандяня | Клімат Вафандяня | Клімат Вафандяня | Клімат Вафандяня | Клімат Вафандяня | Клімат Вафандяня | Клімат Вафандяня | Клімат Вафандяня |
| Показник                | Січ.             | Лют.             | Бер.             | Квіт.            | Трав.            | Черв.            | Лип.             | Серп.            | Вер.             | Жовт.            | Лист.            | Груд.            | Рік              |
| Середня температура, °C | −7,1             | −4,8             | 2                | 9,7              | 16,3             | 20,5             | 23,7             | 23,8             | 18,9             | 12               | 3,8              | −3,7             | 9,6              |
| Норма опадів, мм        | 7.7              | 7.7              | 12               | 35.3             | 46               | 74               | 187.3            | 160              | 65.7             | 37.6             | 21.3             | 9.8              | 664.4            |
| Днів з опадами          | 3,5              | 3,4              | 4,1              | 6,5              | 7,8              | 10,8             | 14,7             | 11,9             | 7,7              | 6,9              | 5,6              | 3,6              | 86,5             |
| Вологість повітря, %    | 59               | 57.9             | 56               | 56.4             | 59.8             | 71.9             | 83.2             | 80.7             | 69.5             | 64               | 61.8             | 59.9             | 65               |
| ----------------------- | ---------------- | ---------------- | ---------------- | ---------------- | ---------------- | ---------------- | ---------------- | ---------------- | ---------------- | ---------------- | ---------------- | ---------------- | ---------------- |
| Джерело: Weatherbase    |                  |                  |                  |                  |                  |                  |                  |                  |                  |                  |                  |                  |                  |